# Belaia
Belaia (Kama albă sau Viatka albă; în rusă Белая) este un afluent de stânga al râului Kama. El este situat în Europa și are lungimea de 1.430 km. Izvorul lui se află în sudul munților Ural.

## Curs
De la izvor Belaia curge spre sud-vest la nord de orașul Kumertau, își schimbă direcția cursului spre nord, traversează orașele Salavat, Sterlitamak și Ufa, unde primește apele afluenților Dioma și Ufa. De aici cursul lui spre nord-vest, are numeroase meandre și în apropiere de granița dintre Bașchiria și Tatarstan alimentează lacul de acumulare Nișekamsker și se varsă în Kama.